# Båaskjeret
Båaskjeret ou Boaskjeret est une île norvégienne du comté de Hordaland appartenant administrativement à Bømlo.

## Description
Rocheuse et désertique, pratiquement immergée, elle s'étend sur environ 222 m de longueur pour une largeur approximative de 207 m.